# Robert Soucy
Pour les articles homonymes, voir Soucy.
Robert Soucy, né le 25 juin 1933 à Topeka, est un historien américain, surtout connu pour ses travaux sur le fascisme français.

## Travaux
Les thèses de Robert Soucy ne font pas l’unanimité auprès de certains fascistologues qui mettent en question le rapprochement qu’il fait entre Maurice Barrès et le fascisme.
Dans ses deux derniers ouvrages, Soucy se concentre beaucoup plus sur les mouvements fascistes que sur les intellectuels fascistes, en s’appuyant amplement sur les rapports de la police française de l’époque.
Dans son essai publié en français en 2004 : Fascismes français ? 1933-1939 : mouvements antidémocratiques, il présente une version révisée et augmentée de l’édition américaine  French Fascism, the Second Wave, 1933-1938, avec un chapitre sur les intellectuels français que sont Bertrand de Jouvenel, Pierre Drieu la Rochelle, Robert Brasillach et Louis-Ferdinand Céline.
Ses travaux ont été remis en question notamment par les historiens Zeev Sternhell, Michel Winock et Serge Berstein,. Soucy a répondu à ces critiques dans deux textes : Fascism in France: Problematizing the Immunity Thesis, publié dans l'ouvrage collectif dirigé par Brian Jenkins France in the era of fascism ; essays on the French authoritarian right  (2005), et l'article La Rocque et le fascisme français : réponse à Michel Winock.

## Publications
- (en) Fascism in France : the case of Maurice Barrès, Berkeley, University of California Press, 1972.
- (en) Fascist intellectual : Drieu La Rochelle, University of California Press, 1979.
- (en) French fascism : the first wave (1924-1933), New Haven, Yale University Press, 1986.
- (en) French fascism : the second wave (1933-1939), New Haven, Yale University Press, 1995.
- Le Fascisme français, 1924-1933, Paris, Presses universitaires de France, 1992.
- Fascismes français ? 1933-1939 : mouvements antidémocratiques, Paris, Éditions Autrement, 2004.
- (en) Robert Soucy, « Fascism in France: Problematising the Immunity Thesis », in Brian Jenkins (dir.), France in the era of fascism : essays on the French authoritarian right, New-York, Berghahn Books, 2005.